# Zigzag

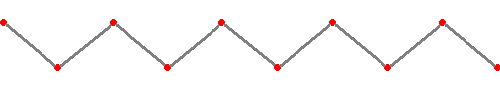
Segmento a zigzag simmetrico

Esempio di percorso a zigzag

Lo zigzag è una forma descritta da una linea che si interrompe proseguendo alternativamente in direzioni opposte con angoli costanti o variabili.

## Definizione
Nel caso di angoli costanti e segmenti di linea di uguale lunghezza, lo zigzag può essere compreso fra due linee parallele e può essere tracciato con il metodo della antitraslazione. Visivamente lo zigzag può essere descritto come una successione di lettere zeta legate l'una all'altra. Per convenzione lo Zig sarebbe il movimento o il segmento verso sinistra (/) e lo Zag verso destra (\).

### Esempi di zigzag
In natura diverse forme richiamano lo zigzag, come ad esempio il lampo o le fratture terrestri lungo le faglie. In fisica ed elettronica l'onda triangolare e l'onda a dente di sega possono essere un esempio di zigzag.

## Usi e costumi
Lo zigzag è una delle forme più elementari e primitive di decorazione, più semplice, ad esempio, della greca. È stato ed è usato molto spesso per decorare vasellame, arredo, abiti ed altri oggetti in quasi tutte le culture. Molti oggetti d'uso comune usano lo zigzag come vero e proprio elemento caratterizzante e funzionale, si pensi alle forbici a zigzag o ai coltelli per tagliare la pasta fresca come ad esempio quelli per i ravioli o le tagliatelle. Esiste anche un metodo di cifratura chiamato cifrario a zigzag.